# Pully Basket
El Pully Basket es un equipo de baloncesto suizo con sede en la ciudad de Pully, que compite en la LNB, la segunda división del baloncesto suizo. Disputa sus encuentros como local en la Arnold-Reymond.

## Nombres
- Pully Basket (hasta 2011)
- DHR inmobilier Pully Basket (2012-)

## Posiciones en Liga
- 1998 (LNA)
- 1999 (LNB)
- 2000 (LNB)
- 2002 (2-LNB)
- 2003 (9-LNA)
- 2004 (10)
- 2005 (11)
- 2006 (10-LNA)
- 2007 (8-LNB)
- 2008 (1-1LN)
- 2009 (6-LNB)
- 2010 (8-LNB)
- 2011 (11-LNB)
- 2012 (8-LNB)
- 2013 (4-LNB)

### Plantilla 2013-2014
| N.º | Nombre      | Nacionalidad     | Puesto |
| --- | ----------- | ---------------- | ------ |
| --  | Boris MBala | Bandera de Suiza | Pívot  |

## Palmarés
- Semifinales LNB - 2013